# Collège européen de sécurité et de défense
 (décembre 2020).
Si vous disposez d'ouvrages ou d'articles de référence ou si vous connaissez des sites web de qualité traitant du thème abordé ici, merci de compléter l'article en donnant les références utiles à sa vérifiabilité et en les liant à la section « Notes et références ».
 (octobre 2021).

Blason du CESD.

Le Collège européen de sécurité et de défense (CESD, en anglais ESDC) est un institut d'enseignement dont le rôle est de promouvoir la compréhension de la Politique de sécurité et de défense commune (PSDC).
Un cours de haut niveau est organisé chaque année pour les hauts fonctionnaires des Affaires étrangères et les officiers supérieurs des armées de l'Union européenne. Des cours d'orientation sont également proposés plusieurs fois chaque année.
Le 5 septembre 2005, le premier cours de haut niveau du Collège européen de sécurité et de défense s’est ouvert à Bruxelles. 

## Rôle de l'Institut des hautes études de défense nationale
L'Institut des hautes études de défense nationale français (IHEDN) joue un rôle majeur au sein du CESD. Le Directeur de l'IHEDN est le représentant français au comité directeur. La direction des activités internationales représente la France au sein du conseil académique exécutif, fournit un cadre au cours de haut-niveau et organise les modules et cours confiés à la France.

## Historique
Dans leur lettre commune au président du Conseil européen d'octobre 1995, François Mitterrand et Helmut Kohl évoquent la création d’une « académie européenne de sécurité et de défense ». Durant quelques années, seule l’Union de l'Europe occidentale (UEO) poursuivra ses réflexions sur une évolution possible de l'Institut d’études de sécurité (IES). 
Si l’idée d’un « institut d’études de sécurité» resurgit en 1999 à Cologne, c’est à Mayence en juin 2000, que « … l’Allemagne et la France s’accordent sur la nécessité de promouvoir au sein de l'Union européenne une culture de sécurité et de défense et une formation commune des responsables civils et militaires. À cette fin, des propositions concrètes pour la création d'un collège devaient être élaborées en vue d'être présentées aux partenaires de l'UE … ». 
Des divergences se font jour, tant sur l’appellation et la localisation de ce  collège que sur son mode de fonctionnement ou son organisation. 
Les élections de 2002, tant en France qu’en Allemagne offrent l’opportunité d’une relance du projet. Lors du 40e anniversaire du traité de l’Élysée, les deux partenaires proposent à l’UE la création d'un « Collège européen de sécurité et de défense », destiné à promouvoir cette culture commune aux cadres civils et militaires des États membres de l'Union. Au même moment, l’Union elle-même revient sur les propositions énoncées à Cologne, dans le cadre des travaux de la Convention sur l’avenir de l’Europe. L’idée d’un CESD va alors quitter le champ des activités bilatérales pour rejoindre celui des négociations au niveau de l’Europe.
France et Allemagne restent cependant les moteurs de cette initiative : d’abord aux côtés des Belges et des Luxembourgeois, lors du sommet quadripartite d’avril 2003 ensuite, lors de l’évocation de ce sujet à Thessalonique ou du lancement par l’état-major de l’Union européenne d’un « cours d’orientation pilote ». Enfin, l’impulsion décisive donnée à l’automne 2003 par madame Michèle Alliot-Marie, permet, à 4 puis à 25, l’élaboration d’un projet commun, lors de réunions organisées tant à Paris qu’à Berlin, entre décembre 2003 et mars 2004. 
Étudiée initialement sans idée préconçue quant à la nature des auditeurs ou le niveau de formation envisagée, s’inscrivant d’emblée dans le cadre de la politique de formation souhaitée par l’UE, ralliant la quasi-totalité des états membres sans susciter d’opposition virulente tout en gommant les points les plus délicats, cette formule pilote propose tout à la fois une organisation générale possible du CESD et  une « expérimentation grandeur réelle », d’un cours de haut-niveau.
Quelques principes généraux seront définis, puis repris lors de la création officielle du CESD :
- Un collège défini comme un réseau d’instituts nationaux ;
- Une pédagogie axée sur des conférences d’experts et de responsables en fonction, des travaux en groupes restreints, des visites sur le terrain et un enseignement à distance via Internet ;
- L’utilisation des deux langues de travail de la PESD ;
- Une représentation équilibrée de hauts-fonctionnaires et officiers supérieurs du niveau de colonel des différents pays de l’Union.

Quant à la session pilote, elle réunira, de septembre 2004 à mars 2005, 55 représentants des États membres et des institutions européennes. Outre le bénéfice que chacun des participants put retirer de ces cinq modules d’une semaine chacun à Berlin, Paris et Bruxelles, La Haye, Madrid, Rome, cette expérience permit l’élaboration d’un programme de formation adapté au niveau des futurs auditeurs.

## Financement
Le Collège est financé dans le cadre du budget de la PESC de l'Union européenne. 